# Ràdio Pica
Ràdio PICA és una emissora de ràdio independent, autogestionada i no comercial de Barcelona, fundada per Salvador Picarol, que inicià les seves emissions el 9 març de 1981. Fundada amb el nom complet de Promoció Independent Coordinació Artística-Alternativa, forma part de l'Associació Europea de Ràdios Independents.
El gener de 1987 fou clausurada per la Generalitat de Catalunya per no tenir llicència. El cas va rebre molta repercussió i suport popular, ja que es va presentar una querella contra els Mossos d'Esquadra per haver precintat la ràdio sense l'ordre judicial preceptiva i, per altra banda, el seu fundador va protestar durant un any assegut a la plaça Sant Jaume de Barcelona. Quatre anys més tard, el 1991, la ràdio tornà a emetre de nou. Es deia que interferia en les comunicacions de l'aeroport del Prat, però al final es demostrà que no era la causant d'aquestes interferències i una sentència judicial va obligar la Generalitat de Catalunya a retornar a ràdio Pica els equips transmissors que havien sigut segrestats. El 1997 s'edità un llibre: Això és Ràdio Pica i el 2006 es va editar Una història de Ràdio Pica: 25 anys a contrapèl, un llibre sobre la seva història amb motiu del seu vint-i-cinquè aniversari.
Ràdio Pica, va donar suport al punt català amb programes com Punkytudes magnéticas o La hora del Hardcore, de manera semblant a una altra ràdio lliure, Ràdio Obrera, recordada pel seu espai Licuadora punk.